# Furnace Brook Parkway

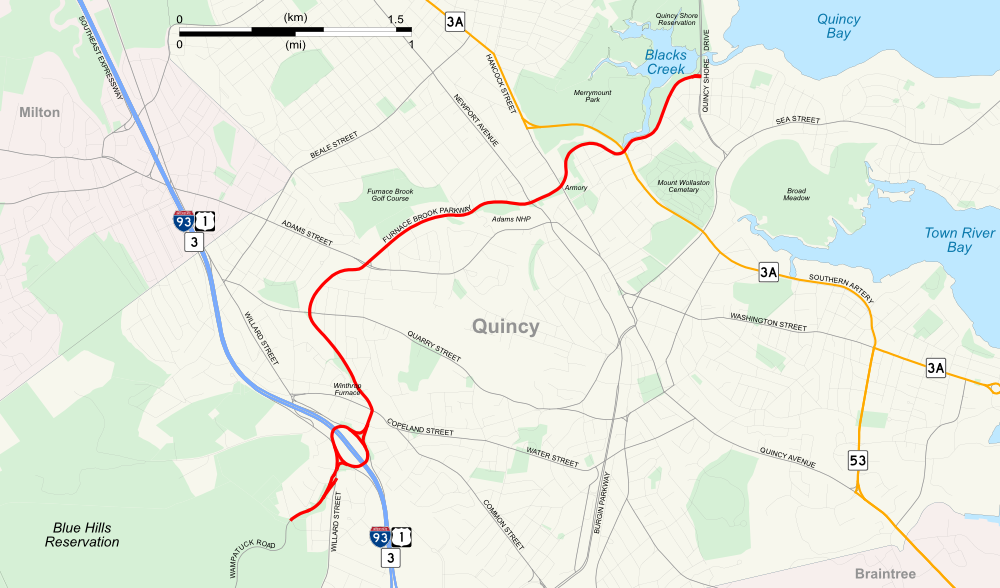
Karte mit dem Furnace Brook Parkway (rote Linie)

Der Furnace Brook Parkway ist ein historischer Parkway in Quincy, Massachusetts. Er ist Teil des Metropolitan Park System of Greater Boston und dient als Verbindung zwischen der Blue Hills Reservation und der Quincy Shore Reservation bei Quincy Bay. Zuerst Ende des 19. Jahrhunderts geplant, wird dieser sich im Besitz des Bundesstaates Massachusetts befindliche Parkway vom dortigen Department of Conservation and Recreation (DCR) unterhalten. Er führt über Land, das einst der Familie von John Adams und John Quincy Adams gehörte. Er führt an mehreren historischen Stätten vorbei und endet im Stadtteil Merrymount, wo die Besiedlung Quincys 1625 durch Kapitän Richard Wollaston ihren Anfang nahm. Der Bau der Straße wurde 1904 begonnen und 1916 abgeschlossen. Sie wurde 2004 in das National Register of Historic Places (NRHP) aufgenommen.
Der Furnace Brook Parkway teilt das Zentrum Quincys von Südwesten nach Nordosten ungefähr in zwei Hälften und folgt dabei den Wasserläufen von Furnace Brook und Blacks Creek, dem Ästuar, in den der Furnace Brook mündet und quert die beiden Gewässer dabei mehrfach. Auf dem Großteil seiner Länge ist die Straße eine zweistreifige Straße ohne Mittelstreifen, mit Ausnahme von Richtungsfahrbahnen an einem Kreisverkehr – in Neuengland werden diese rotary genannt – an der Kreuzung mit der Interstate 93.

## Geschichte
Der Parkway hat seinen Namen von dem Gewässer, dessen Verlauf er folgt, Furnace Brook, der an der Ostseite der Blue Hills entspringt und von dort über 6,5 km hinweg durch Quincy hindurch zum Atlantischen Ozean fließt, trifft auf den Ozean in einem Ästuar namens Blacks Creek in der Nähe der Quincy Bay. Der Bach erhielt seinen Namen im siebzehnten Jahrhundert aufgrund seiner Nähe zum Winthrop Iron Furnace, der auch als Braintree Furnace bekannten Eisengießerei, der ersten Hochöfen für Eisen auf dem Gebiet der späteren Vereinigten Staaten. Eisengießerei und Schmiede wurde gegründet im Jahr 1644 durch John Winthrop der Jüngere im North Precinct von Braintree, woraus 1792 Quincy gebildet wurde.

### Design
Die Ausnutzung des Landes am Furnace Brook wurde zuerst durch den Landschaftsarchitekten Charles Eliot geplant. Dieser praktizierte gemeinsam mit Frederick Law Olmsted und übernahm 1893 die Leitung von Olmsteds Architekturbüro. Olmsted war verantwortlich für die Planung des Central Parks in Manhattan und arbeitete mit Eliot an Bostons Emerald Necklace, einer Kette von verbundenen Parks und Gewässern. Eliot hatte maßgeblichen Anteil an der Gründung von The Trustees of Reservations und der öffentlichen Metropolitan Parks Commission in den 1890er-Jahren und hatte die Vision eines Netzwerks von Parks, die Boston umrunden sollten. Unter diesen sind Middlesex Fells, Stony Brook, Blue Hills und Quincy Shore; Furnace Brook wurde als integraler Teil dieses Systems angesehen, mit einem städtischen Parkway, der Blue Hills und Quincy Shore verbinden sollte.

### Errichtung
Die Finanzen für den vorgeschlagenen Parkway wurden 1901 durch den Massachusetts General Court frei. Die vorgeschlagene Streckenführung am Ende von Hough's Neck wurde 1902 auch für die Planung eines Teils einer Abwasserleitung von Boston to Nut Island herangezogen. Der westliche Teil der Straße wurde zuerst geplant und gebaut, wobei die Pläne für den Abschnitt zwischen Wampatuck Road und Hancock Street 1903 vorgelegt wurden. Der Bau der Straße begann 1904, während ein wichtiges Bauwerk, die Brücke, mit der die Granite-Stichstrecke der New York, New Haven and Hartford Railroad über den Parkway hinweggeführt wird, 1906 fertiggestellt wurde. Der Unterbau der Straße zwischen der Blue Hills Reservation und der Adams Street wurde zum selben Zeitpunkt vollendet. Der Bau der Fahrbahn zwischen den Blue Hills und der Adams Street und der größte Teil des Landerwerbs, der für die Fortsetzung der Straße bis nach Quincy Shore notwendig war, dauerte bis zum Januar 1908 an.

### Fertigstellung
Der weitere Landerwerb und die restlichen Baumaßnahmen dauerten noch mehrere Jahre an. In dieser Zeit entstanden einige neue Bauwerke im Verlauf der Straße, einschließlich einiger Bauten im Stil des Colonial Revivals, die 1910 entstanden. Der Bau einer Brücke aus Stein und Beton, die den Parkway über den Blacks Creek führt, wurde im Herbst 1915 in Angriff genommen und im Jahr darauf vollendet. Die komplette Strecke des Furnace Brook Parkways wurde am 18. November 1916 für den Verkehr freigegeben.

### Nach der Fertigstellung

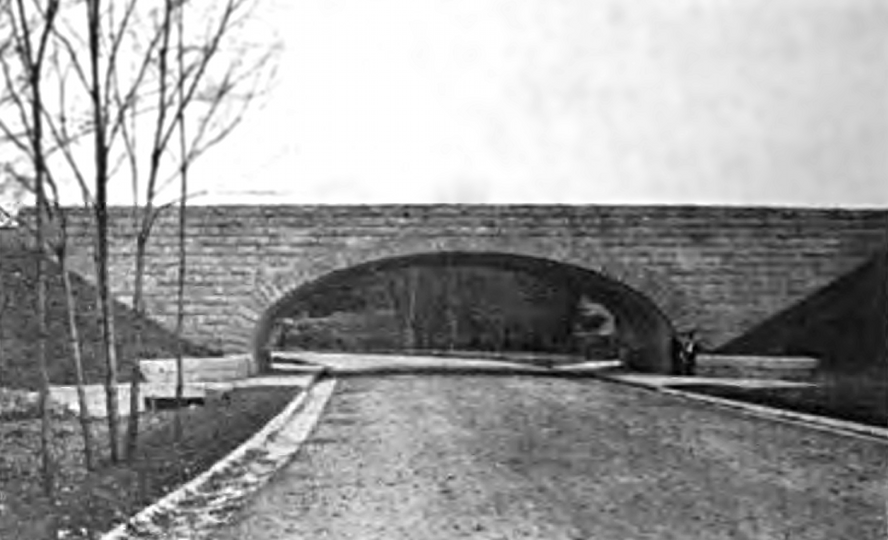
Die Granite Branch Bridge über den neugebauten Parkway im Jahr 1909; die Brücke wurde während des Baus des Southeast Expressway abgerissen.

Nach der Fertigstellung der Straße wurde eine Geschwindigkeitsbeschränkung von 20 Meilen pro Stunde (32 km/h) festgelegt. Diese Beschränkung wurde später auf den heutigen Wert von 30 Meilen pro Stunde (48 km/h) angehoben; eine zuvor verabschiedete Verordnung gegen die Aufstellung von Reklametafeln wurde von Anfang an durchgesetzt. 1929 wurde in 507 Furnace Brook Parkway eine Tankstelle gebaut, die noch heute existiert.
Die Route des Parkways ist seit seiner Fertigstellung 1916 unverändert, mit Ausnahme der Zerstörung eines Abschnittes durch den Bau der Interstate 93 in den 1950er Jahren. Der Exit 8 des Southeast Expressway, auf dem Interstate 93 sowie U.S. Highway 1 und Massachusetts Route 3 verlaufen, wurde 1956–1957 auf dem Wegerecht der früheren New York, New Haven and Hartford Railroad erbaut. Die alte Eisenbahnbrücke wurde abgerissen und ein Teil des Parkways wurde durch einen großen Kreisverkehr mit einem System von Auf- und Abfahrten zur Autobahn ersetzt. Die südwärts gerichtete Auffahrt zur Autobahn wurde 1997 um 450 m nach Norden verlegt, um die unerwartet langen Schlangen von Lastwagen zu bewältigen, die im Zusammenhang mit dem Big Dig zum Transport des ausgehobenen Erdmaterials eingesetzt wurden. Das ausgehobene Erdreich wurde verwendet, um frühere Granitsteinbrüche zu verfüllen und so einen Golfplatz in Quarry Hills nördlich des Parkways am Ricciuti Drive, der an der südwärts gelegenen Ausfahrt der Autobahn zum Furnace Brook Parkway endet.

## Streckenbeschreibung

### Von den Blue Hills zur Adams Street
Der Furnace Brook Parkway beginnt am Ostende der Wampatuck Road, einer der Blue Hills Reservation Parkways, an einem durch ein Tor versehenen Eingang zur Blue Hills Reservation an der Bunker Hill Road in West Quincy. Die Tore zu dem Schutzgebiet sind während des Tages geöffnet und von 20:00 bis 07:00 Uhr geschlossen. Von der Bunker Hill Road führt der Parkway auf etwa 400 m ostwärts bis nordostwärts, bevor er sich mit der Willard Street verbindet, die früher ein nördlicher Abschnitt der Massachusetts Route 37 war. Die beiden Straßen führen gemeinsam zu dem Kreisverkehr, der als Furnace Brook Rotary bekannt ist, wo sie auf weitere Straßen ohne getrennte Fahrbahnen treffen. Der Kreisverkehr ist auf beiden Seiten der Autobahn über Auf- und Abfahrtsrampen mit dem Southeast Expressway verbunden; auf der nordöstlichen Seite des in Richtung Osten unter der Autobahn hindurchführenden Kreisverkehrs biegt der Furnace Brook Parkway ab. Der westwärts fahrende Verkehr führt auf einer Brücke über die Autobahn hinweg.
Anschließend führt der Parkway durch ein vier Blöcke umfassendes Gewerbegebiet, das mit Ausnahme von zwei Tankstellen die einzige kommerzielle Bebauung im Verlauf der Straße darstellt. Obwohl die Straße im ganzen einen nordöstlichen Verlauf hat, schwingt sie nach der Querung der Copeland Street nach Nordwesten. In der Nähe der Cross Street führt sie nur achtzig Meter an der Winthrop Iron Furnace vorbei, die dem Parkway letztlich seinen Namen gab. Zwischen Cross und Quarry Street wandelt sich die nördliche, Boston zugewandte Straßenseite in offenes Gelände, durch das der Bach fließt, während die Südseite aus einem Wohngebiet besteht. An der Quarry Street biegt der Parkway nach Norden und folgt dann einer nordöstlichen Richtung. Zwischen der Quarr Street und der Adams Street sind beide Straßenseiten mit Wohnbebauung versehen.

### Zwischen Adams Street und Hancock Street

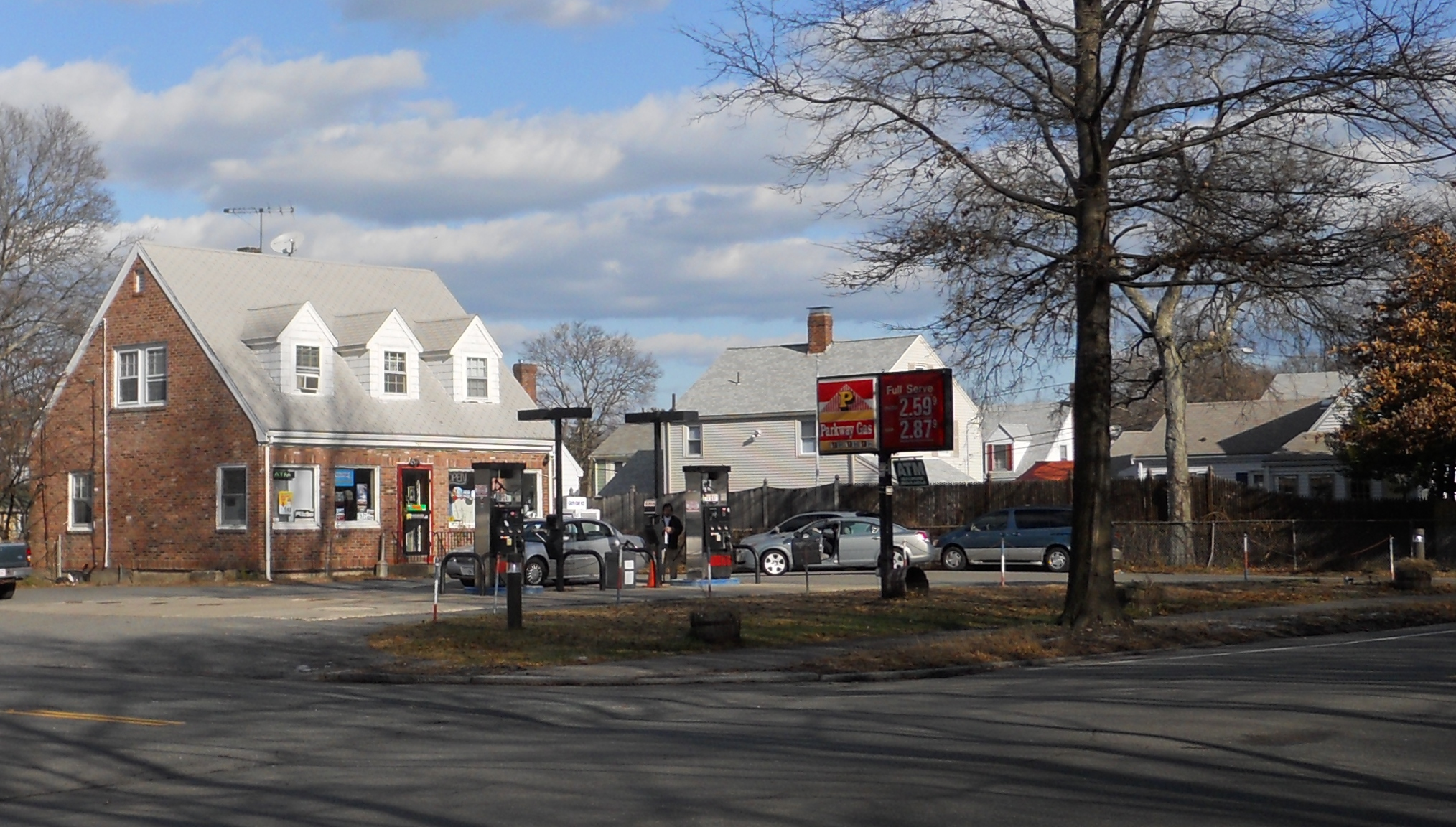
Eine 1929 erbaute Tankstelle am Parkway

Von der Adams Street bis zur Willow Avenue liegt an der Nordseite des Parkways ein Golfplatz, die Südseite besteht aus einem Wohngebiet. Die Charles A. Bernazzani Elementary School wird von Teilen des Golfplatzes umgeben. In diesem Abschnitt führt der Furnace Brook direkt westlich der  Willow Avenue unter dem Parkway hindurch. Von der Willow Avenue bis zur Newport Avenue liegen an der Nordseite der Straße Wohnhäuser, südlich liegt ein Altersheim sowie der größte Teil des Adams National Historical Parks mit dem Old House, dem Wohnsitz der Adams-Familie von 1788 bis zum Beginn des 20. Jahrhunderts.
Einen Straßenblock weiter führt der Parkway unter der Red Line und der Greenbush sowie Old Colony-Linie der MBTA hindurch, die parallel zur Newport Avenue verlaufen. In diesem Bereich liegen nördlich der Straße Wohnhäuser, der Bach verläuft auf der Südseite.

### Von der Hancock Street zur Quincy Bay

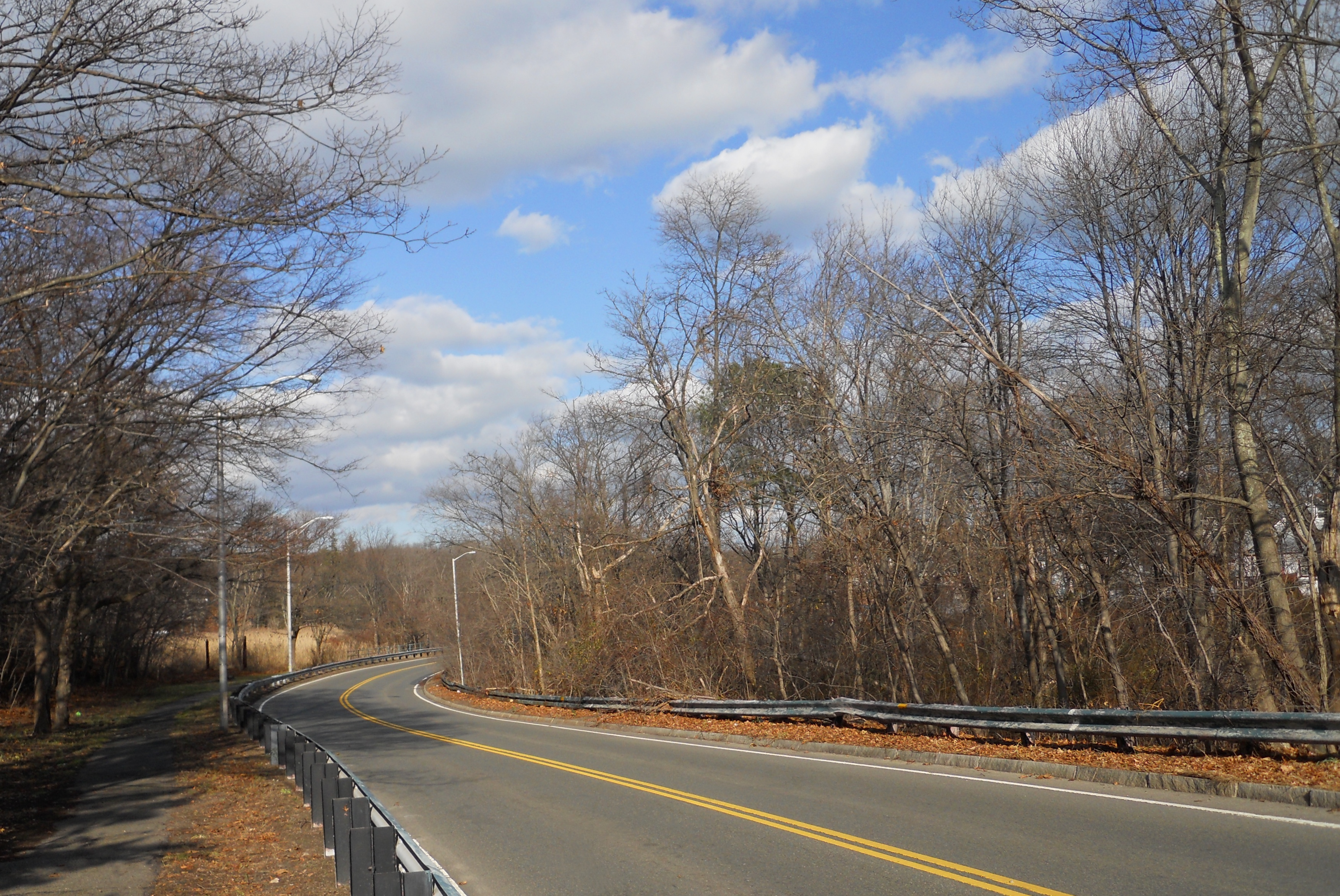
Annäherung an die Brücke über den Blacks Creek Richtung Norden

An der südöstlichen Ecke der Kreuzung mit der  Hancock Street befindet sich ein Zeughaus der Nationalgarde, das Quincy National Guard Armory. Südlich davon liegt die Dorothy Quincy Homestead, ein National Historic Landmark und die Dorothy Q Apartments, die ebenfalls in das National Register of Historic Places eingetragen sind. Im Bereich zwischen der Hancock Street und der Southern Artery (Massachusetts Route 3A) quert der Parkway Blacks Creek da, wo der Bach sich in den Ästuar ergießt. Nördlich hiervon liegen der Merrymount Park mit dem Ästuar, südlich davon erstreckt sich eine Wohnbebauung.
Der letzte Abschnitt reicht von der Southern Artery bis zum Quincy Shore Drive. Hier durchquert der Furnace Brook Parkway den nordwestlichen Randbereich von Merrymount, wo Quincy 1625 gegründet wurde. Danach öffnet sich der Blick linker Hand nordwärts über Blacks Creek und die Marsch zur Quincy Bay und dahinter den Boston Harbor Islands. Der Furnace Brook Parkway endet an der Kreuzung mit dem Quincy Shore Drive, wo er schließlich in die Shore Avenue übergeht.

## Belege
Allgemeine Fundstellen für diesen Artikel sind:
- Bing Maps. Microsoft Corporation, abgerufen am 17. September 2010 (englisch).
- Historic USGS Maps of Quincy, Massachusetts. University of New Hampshire Library, 2001, abgerufen am 17. September 2010 (englisch).
- Quincy, Massachusetts Historical and Architectural Survey. Thomas Crane Public Library, 1986, abgerufen am 17. September 2010 (englisch).
- Porter Sargent: A Handbook of New England. Porter Sargent / George H. Ellis Co., Boston 1917 (englisch, google.com).